# Chrysopilus flavopunctatus
Chrysopilus flavopunctatus är en tvåvingeart som beskrevs av Enrico Adelelmo Brunetti 1909. Chrysopilus flavopunctatus ingår i släktet Chrysopilus och familjen snäppflugor. Inga underarter finns listade i Catalogue of Life.